# Тодор Чаворски
Тодор Чаворски е български футболист, нападател на Хебър (Пазарджик).

## Кариера
Първите си стъпки във футбола той прави в юношеските формации на Левски (София). На 4 септември 2010 г. дебютира за мъжкия тим на Левски в контролен мач с Монтана. Няколко дни по-късно записва официален дебют срещу Миньор (Перник). Впоследствие играе само в дублиращия отбор на „сините“.
През януари 2013 г. е преотстъпен на Пирин (Разлог), а през юни следва нов наем в Добруджа (Добрич).
През януари 2014 г. договорът на Чаворски с Левски е прекратен и той преминава като свободен агент в Локомотив (Мездра).
През пролетния сезон на 2019 година, Чаворски играе за Локомотив (София) във Втора лига, като отбелязва 8 гола, но 6 от тях са в контролни срещи.
През лятото на 2019 г. подписва с Хебър (Пазарджик).

## Статистика по сезони
Към 25 февруари 2015 г.
| Сезон    | Отбор               | Първенство | Мачове | Голове |
| -------- | ------------------- | ---------- | ------ | ------ |
| 2010/11  | Левски              | А група    | 1      | 0      |
| 2011/12  | Левски              | А група    | 0      | 0      |
| 2012/ес. | Левски              | А група    | 0      | 0      |
| 2013/пр. | Пирин (Рз)          | Б група    | 10     | 1      |
| 2013/ес. | Добруджа            | Б група    | 6      | 0      |
| 2014/пр. | Локомотив 2012 (Мз) | В група    | 14     | 6      |
| 2014/15  | Локомотив 2012 (Мз) | Б група    | 13     | 0      |
| 2018/19  | Локомотив (София)   | Втора лига | 13     | 2      |